# Winston Groom
Winston Francis Groom, Jr. (Washington DC, EUA, 23 de març de 1983 – Fairhope, EUA, 17 de setembre de 2020) fou un escriptor, guionista i historiador estatunidenc, conegut per ser l'autor de la novel·la Forrest Gump en què es basa la famosa pel·lícula del mateix títol, Forrest Gump.

## Obra

### Novel·les[6]
- Better Times Than These (1978);
- As Summers Die (1980);
- Forrest Gump (1986);
- Gone the Sun (1988);
- Gump and Co. (1995);
- Such a Pretty, Pretty Girl (1998);
- El Paso (2016);

### No ficció
- Conversations with the Enemy: the story of P.F.C. Robert Garwood (1982, amb Duncan Spencer);
- Shrouds of Glory: From Atlanta to Nashville: The Last Great Campaign of the Civil War (1995);
- The Crimson Tide: An Illustrated History of Football at the University of Alabama (2002);
- A Storm in Flanders: The Triumph and Tragedy on the Western Front (2002);
- 1942: The Year that Tried Men's Souls (2004);
- Patriotic Fire: Andrew Jackson and Jean Laffite at the Battle of New Orleans (2006);
- The Crimson Tide: The Official Illustrated History of Alabama Football, National Championship Edition (2010);
- Kearny's March: The Epic Creation of the American West, 1846-1847 (2011);
- Ronald Reagan: Our 40th President (2012);
- The Aviators: Eddie Rickenbacker, Jimmy Doolittle, Charles Lindbergh, and the Epic Age of Flight (2013);
- The Generals: Patton, MacArthur, Marshall, and the Winning of World War II (2015);
- The Allies: Roosevelt, Churchill, Stalin, and the Unlikely Alliance That Won World War II (2018);